# Hitbodedout
La Hitbodedout (en hébreu: התבודדות, lit. "s'isoler", fig. "se replier sur soi-même, se recentrer") consiste à consacrer un moment de son temps pour parler avec son Créateur d'une manière simple, spontanée et honnête. Moment privilégié qui permet à une personne de se reconnecter à la source, afin de faire le tri entre l'essentiel et le superflu de sa vie, comme si l'on se confiait ouvertement à un ami d'enfance de coeur à coeur. C'est l'un des principes fondamentaux qu'a enseigné Rabbi Nahman de Breslev (Bratslav).

## Historique
Lorsque Rabbi Nathan (Reb  Nosson)  rencontre son maître, celui-ci décèle chez le nouveau venu les qualités d'un disciple exceptionnel. Il l'emmène dans la forêt et, conversant avec lui, lui révèle le secret de la Méditation. « Pour annihiler son orgueil et s'inclure dans l'Absolu, on ne peut le faire qu'en parlant à Dieu, dans un endroit précis et à une heure indiquée. Le temps, c'est la nuit, l'endroit : un chemin solitaire. En s'isolant là-bas et en parlant avec Dieu, on nettoie son cœur de tout, on abolit son ego et l'on s'unit à l'Infini. Car Dieu est Absolu, mais le monde est relatif. En s'annulant à lui, on s'unit à Lui. »Il enseigne également que  « s'isoler pour parler à Dieu,est une valeur qui est supérieure à tout. »
Dans d'autres passages et dans d'autres œuvres, le maître hassidique désigne clairement cette pratique comme la plus importante, voire  la seule qui puisse permettre à l'homme d'accéder à sa délivrance. Le but est d'établir un rapport personnel avec Dieu et apprendre à avoir recours à Lui.

## Méthode
La méthode consiste à parler à Dieu dans un cadre intime, s'isoler dans une pièce fermée ou  à l'extérieur dans les champs. Rabbi Nahman  enseigne que le meilleur endroit pour  faire la hitbodedut, est dans les forêts ou des champs. Il écrit:« Quand une personne médite dans les champs, toutes les herbes se joignent à sa prière et accroît son efficacité et son pouvoir, et plus particulièrement au mois de Eloul, quand le roi est dans le champ » tout en  suggérant la pratique de la hitbodedut au milieu de la nuit, quand les désirs et les convoitises de ce monde sont au repos.
Au cours d'une session d'hitbodedut, le praticien épanche son cœur à Dieu dans sa  langue maternelle, en décrivant toutes ses pensées, ses sentiments, ses problèmes et ses frustrations. Rien n'est considéré  par Rabbi Nahman comme étant trop banal pour la discussion, y compris la conduite en affaires, les désirs contradictoires  et les interactions quotidiennes. Même l'incapacité de bien définir ce qu'on veut dire est considéré comme un sujet légitime de discussion avec Dieu. Pour ceux qui n'arrivent pas à entamer le dialogue, il préconise  de prier :« Mon Dieu, aide-moi à Te parler ! Je n'y arrive pas, Toi seul peut m'aider » Il convient également de profiter de l'occasion d'examiner son comportement et ses motivations, de corriger ses défauts et ses erreurs du passé tout en cherchant le bon chemin pour l'avenir.
À son principal disciple,  Reb Noson,le maître indique que la hitbodedut « doit être pratiqué de manière simple et directe, comme s'il  conversait avec un ami proche,. » Il a également conseillé:« Il est  bon de  déverser vos pensées devant Dieu comme un enfant qui plaide devant son père. Dieu nous appelle ses enfants, comme il est écrit :« Vous êtes les enfants de Dieu » . Par conséquent, il est bon d'exprimer vos pensées et vos problèmes à Dieu comme un enfant se plaint et harcèle son père. »